# ペネガル
ペネガルはイタリア南チロルカルダーロ・スッラ・ストラーダ・デル・ヴィーノの近くのノン山群に属する山である。